# José Tapia
José Tapia (San José de las Lajas, 19 febbraio 1905 – ...) è stato un allenatore di calcio cubano.

## Carriera
Guidò la Nazionale cubana ai Mondiali del 1938, dove uscì ai quarti di finale dalla Svezia dopo aver eliminato la Romania agli ottavi.